# Frozen Synapse
Frozen Synapse est un jeu vidéo de tactique au tour par tour développé par le studio indépendant Mode 7. Il est sorti le 26 mai 2011 sur Microsoft Windows et Mac. Il est ensuite porté sur iOS le 13 mai 2013.
Le joueur est amené à diriger des troupes durant une série d'escarmouches dans la ville fictive de Markov Geist, opposant un groupuscule nommé Petrov's Shard qui mène des actions de résistance face à la corporation dirigeant la ville, Enyo:Nomad.
Il sera suivi en 2015 par Frozen Cortex, un jeu reprenant des mécaniques similaires dans le contexte d'un sport dérivé du football américain, puis en 2018 par Frozen Synapse 2, situé dans le même univers et reprenant le concept de base tout en y intégrant un système de gestion entre les différentes missions.

## Histoire
Le jeu se déroule dans la métropole futuriste de Markov Geist, principalement sous le contrôle de la corporation Enyo:Nomad et son PDG Nimitz Shand. La ville est largement reliée à une réalité virtuelle baptisée The Shape, à laquelle les humains accèdent régulièrement et qui abrite également des entités virtuelles appelées shapeforms. Enyo:Nomad est montée en puissance en fournissant un accès simple à la Shape, et est parvenu à remplacer le gouvernement local grâce à l'aide de Charon's Palm, une shapeform particulièrement évoluée.
Le joueur incarne Tactics, un tacticien expérimenté nouvellement employé par le groupe dissident Petrov's Shard, fondé par un ancien collaborateur de Shand, Graham Nix. Il est chargé de contrôler des escouades de soldats dans la rébellion contre Enyo:Nomad, les missions étant constituées d'actes de sabotage, d'attaques de bâtiments contrôlés par Enyo:Nomad, de tentatives d'alliances avec d'autres factions de la ville, et finalement d'une confrontation directe avec Enyo:Nomad, Shand et Charon's Palm. Il est notamment amené à collaborer avec les autres membres de Petrov's Shard Kate Soulsby, une agent double infiltrée au sein d'Enyo:Nomad, et Belacqua, une shapeform spécialiste du hacking.

## Système de jeu

### Généralités
Frozen Synapse est un jeu de tactique au tour par tour qui se déroule dans un environnement graphiquement minimaliste, saturé de bleu, en vue aérienne. Le joueur dirige une escouade de soldats lors de courtes missions où il est opposé à l'intelligence artificielle ou à un second joueur.
Une partie est fractionnée en tours de 5 secondes. Au début de chaque tour, la situation se fige pour laisser le temps au joueur de donner des ordres à chacun de ses soldats : il peut leur demander de se déplacer, et d'effectuer des tirs à certains endroits sur sa trajectoire.
Ensuite, le jeu applique l'ensemble des instructions donnés par les deux adversaires et simule les possibles combats et leurs conséquences.
Contrairement à beaucoup de jeux de stratégie au tour par tour, les actions des joueurs sont effectuées et prises en compte simultanément, ce qui oblige les joueurs à faire preuve d'anticipation.
Lors de la planification de sa stratégie, le joueur doit prendre plusieurs éléments en compte. D'une part, chaque carte, générée aléatoirement, comporte des obstacles qui peuvent servir de couverture ; d'autre part, chaque soldat possède ses propres capacités : certains sont meilleurs pour les tirs à courte ou à longue distance, d'autres possèdent des armes capables de détruire ou de contourner des obstacles,.

### Modes de jeu
Le jeu comporte un mode histoire. Celles-ci opposent le joueur à une troupe généralement supérieure en nombre dirigée par l'intelligence artificielle, et lui demandent d'anéantir l'escouade adverse, d'éliminer un ennemi précis, ou bien d'escorter un allié jusqu'à un point précis de la carte, entre autres.
Un mode multijoueur permet la confrontation entre plusieurs joueurs humains. Il permet notamment de lancer plusieurs parties simultanément et en différé.

## Développement
Le développement du jeu débute en 2007, sous le nom Psych-Off, intégrant déjà l'idée d'un jeu de tactique au tour-par-tour en simultané. En 2010, une version bếta du jeu est lancée, disponible pour tout joueur prêt à préacheter le jeu (un système aujourd'hui codifié sous le nom d'accès anticipé, encore peu pratiqué à l'époque). Le jeu repose sur le moteur de jeu Torque, avec lequel l'un des deux développeurs était familier depuis longtemps.

### Frozen Synapse Red
Frozen Synapse Red est l'extension du jeu sorti le 29 mai 2012. Elle ajoute du gameplay coopératif, le mode Upload, l'unité « Riot Shield », 15 nouvelles missions, 10 challenges solos, 3 variantes de gameplay et un filtre graphique transformant la direction artistique bleue du jeu en une déclinaison rouge.

### Frozen Synapse Prime
Frozen Synapse Prime est le remake du jeu sorti le 23 septembre 2014 sur Windows, iOS, Android, PlayStation Vita et PlayStation 3. Il a reçu la note de 9/10 dans Canard PC.

## Accueil

### Critique
Frozen Synapse est publié sans faire de bruit et sans véritable campagne de pub après une longue phase de bêta test,.
Frozen Synapse reçoit des critiques généralement très positives de la part de la presse spécialisée. Il récolte une note globale de 85 % pour la version PC et de 84 % pour la version mobile sur l'agrégateur de notes Metacritic,.
Gamekult, qui lui accorde la note de 7/10, complimente le gameplay, à la fois simple et riche, ainsi que les modes multijoueur et solo. Il critique en revanche l'histoire, verbeuse et sans intérêt, et le manque de lisibilité de l'interface.
Le jeu est également un succès commercial, s'écoulant à plus de 300 000 exemplaires durant sa première année.

### Récompenses
Lors de l'Independent Games Festival 2012, il reçoit le Prix du public, deux nominations (pour le Grand prix Seumas-McNally et dans la catégorie Excellence en Design) ainsi qu'une mention honorable dans la catégorie Excellence technique.